# Julio Voltio

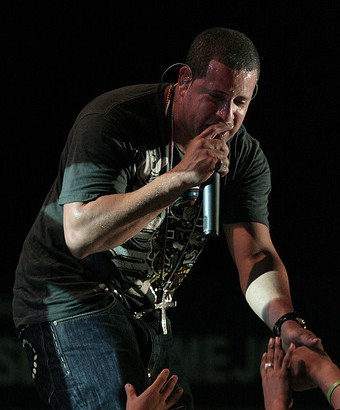
Julio Voltio (2007)

Julio Voltio (* 11. Juni 1977 in Santurce, Puerto Rico als Julio Irving Ramos Filomeno) ist ein Rapper. Er ist eine der auffälligsten und am häufigsten zu hörenden Stimmen des Reggaetón.

## Name
Sein Name „Voltio“ (und er nennt sich auch „El voltaje“) rührt daher, dass er vor seiner Karriere als Musiker Elektriker war. Er wurde von Kollegen „bombillo“ (Glühbirne) und „cortocircuito“ (Kurzschluss) genannt, später gab ihm jemand die Namen „voltio“ (Volt) und „voltaje“ (elektrische Spannung).

## Werdegang
Als Teenager war er Mitglied in der Band „The Masters of Funk“ – zusammen mit Héctor Delgado Román, der später im Duo Héctor y Tito sowie solo als Héctor „El Bambino“, Héctor „El Father“ und Héctor „El Padre“ große Erfolge erzielte.
1997 setzte er seine Karriere fort im Duo „Karel & Voltio“.
Inzwischen arbeitet er solo. Julio Voltio war im Jahr 2004 im Song Bumper mit Pitbull zu hören, 2005 im Song I Am auf Ricky Martins Album Life, ebenfalls 2005 zusammen mit Tego Calderón, Fat Joe und Maestro im Song Julito maraña, und 2006 mit Residente Calle 13 im Song Chulin culín chunfly.
Sehr häufig wird Julio Voltios Stimme für Remixes von Hits verwendet.
Beispiele:
- Akon feat. Julio Voltio: Locked up.
- Snoop Dogg feat. Julio Voltio: Drop it like it's hot (DJ Kazzanova Reggaeton Remix).
- 50 Cent feat. Julio Voltio: Hate It or Love It (Remix).
- Alicia Keys feat. Julio Voltio: Karma (Reggaeton Remix).
- Christina Milian feat. Julio Voltio: Dip it low (DJ Kazzanova Reggaeton Remix).
- The Terror Squad feat. Fat Joe, Tego Calderón und Julio Voltio: Lean Back (DJ Kazzanova Remix).
- Tego Calderón feat. Julio Voltio: Guasa guasa (Remix).
- Fat Joe feat. Nelly, Yaviah und Julio Voltio: Get it poppin' (Remix).

## Diskografie
Karel y Voltio:
- Los dueños del estilo (2003)

Soloalben:
- Voltaje A/C (2004)
- Voltio (2006)

Mitwirkung auf folgenden Alben:
- Eddie Dee: 12 Discípulos (2004)
- Tego Calderón: The Underdog / El Subestimado (2006)